# جون وايلز إيبس
جون وايلز إيبس (بالإنجليزية: John Wayles Eppes)‏ (و. 1773 – 1823 م)هو سياسي، ومحامي من الولايات المتحدة الأمريكية . ولد في مقاطعة تشيسترفيلد . كان عضواً في مجلس الشيوخ الأمريكي من ولاية فرجينيا، وعضواً في الحزب الجمهوري الديمقراطي، توفي في مقاطعة بوكنغهام .